# Sant Cugat del Racó
Sant Cugat del Racó es una entidad de población española del municipio de Navás, perteneciente a la provincia de Barcelona, en la comunidad autónoma de Cataluña.

## Historia
Hacia mediados del siglo XIX, el lugar, por entonces con ayuntamiento propio, tenía contabilizada una población de 38 habitantes. Aparece descrito en el decimotercer volumen del Diccionario geográfico-estadístico-histórico de España y sus posesiones de Ultramar de Pascual Madoz con las siguientes palabras:

RACÓ Ó RECÓ (San Cugat ó Cucufate del): l. con ayunt. en la prov., aud. terr. y c. g. de Barcelona (16 hor.), part. jud. de Manresa (4), dióc. de Vich (8). sit. en un llano, donde le combaten los vientos del E. y O.; su clima es templado y saludable. Tiene 25 casas, y una igl. parr. (San Cucufate), servida por un cura de ingreso. El térm. confina N. Vivé; E. Cellent y Valsareny; S. Castellnou, y O. Castelladral. El terreno participa de llano, y monte poblado de pinos, robles y encinas; le cruzan varios caminos locales de herradura. prod. trigo, centeno, legumbres y vino; cria caza de conejos, perdices y zorras. pobl.: 11 vec., 38 alm. cap. prod.: 514,400. imp.: 12,860.
(Madoz, 1849, p. 356)

El municipio desapareció de cara al censo de 1857, al incorporarse al de Castelladral. En 2024, la entidad singular de población de Sant Cugat del Racó tenía empadronados 30 habitantes, todos ellos en diseminado.